# Nikolaj Davidenko
Nikolaj Vladimirovič Davidenko [níkolaj vladimírovič davidénko] (rusko Николай Владимирович Давыденко) ruski tenisač, * 2. junij, 1981, Severodoneck, Sovjetska zveza.
Davidenkova najvišja uvrstitev na ATP-lestvici je bilo tretje mesto 6. novembra 2006, v karieri je med letoma 1999 in 2014 dosegel 21 turnirjih zmag, tudi zaključni turnir leta 2009, ter zabeležil 482 zmag in 329 porazov. Na turnirjih za Odprto prvenstvo Francije, v letih 2005 in 2007, ter Odprto prvenstvo ZDA, v letih 2006 in 2007, se mu je najdlje uspelo uvrstiti v polfinale, na turnirjih za Odprto prvenstvo Avstralije v četrtfinale, v letih 2005, 2006, 2007 in 2010, na turnirjih za Odprto prvenstvo Anglije pa v četrti krog leta 2007. Leta 2006 je z rusko moško reprezentanco osvojil Davisov pokal. Na olimpijskih igrah je nastopil v letih 2004, 2008 in 2012. 